# Neope pulahoides
Neope pulahoides is een vlinder uit de onderfamilie Satyrinae van de familie Nymphalidae. De wetenschappelijke naam van de soort is, als Blanaida pulahoides, voor het eerst geldig gepubliceerd in 1892 door Frederic Moore.